# Canton de Beauchamp
Le canton de Beauchamp est une ancienne division administrative française, située dans le département du Val-d'Oise et la région Île-de-France.

## Histoire
Le canton de Beauchamp a été créé en 1976 (décret du 22 janvier 1976) en divisant le Canton de Taverny et le Canton de Saint-Ouen-l'Aumône.

## Composition
Le canton de Beauchamp comprenait trois communes jusqu'en mars 2015 :
| Nom                   | Code Insee | Intercommunalité | Superficie (km2) | Population (dernière pop. légale) | Densité (hab./km2) |
| --------------------- | ---------- | ---------------- | ---------------- | --------------------------------- | ------------------ |
| Beauchamp (chef-lieu) | 95051      | CA Val Parisis   | 3,02             | 8 733 (2014)                      | 2 892              |
| Le Plessis-Bouchard   | 95491      | CA Val Parisis   | 2,69             | 8 103 (2014)                      | 3 012              |
| Pierrelaye            | 95488      | CA Val Parisis   | 9,21             | 8 155 (2014)                      | 885                |

## Administration
| Période | Période | Identité                   | Étiquette | Qualité                                                                                   |
| ------- | ------- | -------------------------- | --------- | ----------------------------------------------------------------------------------------- |
| 1976    | 1992    | Yves Carric (1919-1998)    | DVD       | Cadre supérieur Maire du Plessis-Bouchard (1959-1989)                                     |
| 1992    | 2011    | Raymond Lavaud (1934-2023) | DVD       | Physicien au CNRS Maire de Beauchamp (1977-2014)                                          |
| 2011    | 2015    | Gérard Lambert-Motte       | UMP       | Fonctionnaire Maire du Plessis-Bouchard depuis 1997 Elu en 2015 dans le Canton de Taverny |

## Démographie
| 1982   | 1990   | 1999   | 2006   | 2011   | 2012   |
| ------ | ------ | ------ | ------ | ------ | ------ |
| 19 267 | 21 323 | 22 915 | 23 857 | 24 488 | 24 811 |